# Touche pas à ma forêt
 (août 2022).
Si vous disposez d'ouvrages ou d'articles de référence ou si vous connaissez des sites web de qualité traitant du thème abordé ici, merci de compléter l'article en donnant les références utiles à sa vérifiabilité et en les liant à la section « Notes et références ».
Touche pas à ma forêt ! (France) ou Lisa sauve la planète (Québec) (Lisa the Treehugger) est le 4e épisode de la saison 12 de la série télévisée d'animation Les Simpson.

## Synopsis
Lisa décide, pour les beaux yeux d'un jeune militant écologiste déguisé en vache sur le toit du Krusty Burger, de camper sur un séquoia millénaire afin d'éviter qu'il ne soit abattu pour bâtir un parc d'attractions. Cependant, lasse de sa famille, elle finit par en descendre discrètement pour passer quelques heures avec ses proches. Au matin, elle découvre que la foudre a abattu l'arbre et que tout le monde la croit donc morte. L'entrepreneur texan qui avait gagné aux enchères le droit de disposer du terrain occupé par l'arbre décide donc d'ouvrir son parc d'attractions, en l'honneur de Lisa. Celle-ci révèle alors qu'elle est encore en vie et, aidée de ses amis écologistes, empêche la création du parc.